# Rubus roberti
Rubus roberti är en rosväxtart som beskrevs av Matzk.. Rubus roberti ingår i släktet rubusar, och familjen rosväxter. Inga underarter finns listade i Catalogue of Life.